# Gelar Anyar
Gelar Anyar is een bestuurslaag in het regentschap Cianjur van de provincie West-Java, Indonesië. Gelar Anyar telt 4665 inwoners (volkstelling 2010).